# Drapeau de Voïvodine

Drapeau traditionnel de Voïvodine.

Le drapeau de Voïvodine est l'emblème de la province serbe autonome de Voïvodine. Il est basé sur le drapeau de la Serbie. Dans le drapeau de Serbie les trois bandes rouge, bleue et blanche ont la même largeur, mais dans celui de la Voïvodine le champ bleu est beaucoup plus large. L'utilisation des couleurs du drapeau serbe veut dire que la Voïvodine appartient à la Serbie. Le drapeau a trois étoiles jaunes qui représentent : Bačka, Banat serbe et Syrmie, parties de la Voivodine, mais il ressemble aussi au drapeau européen, signifiant que la Voïvodine est une région européenne, et attend d'être un membre de l'Union européenne. 

## Source
- (es) Cet article est partiellement ou en totalité issu de l’article de Wikipédia en espagnol intitulé « Bandera de Voivodina » (voir la liste des auteurs).